# Marató de Nova York
La Marató de Nova York és una marató que se celebra de manera anual des de 1970 a la ciutat de Nova York (Estats Units). És una de la sis Grans Maratons del Món (World Marathon Majors), una competició que agrupa les sis maratons més importants del món: Londres, Chicago, Boston, Berlín, Tòquio a més de Nova York. El 2014 fou guardonada amb el Premi Príncep d'Astúries dels Esports.

## La cursa

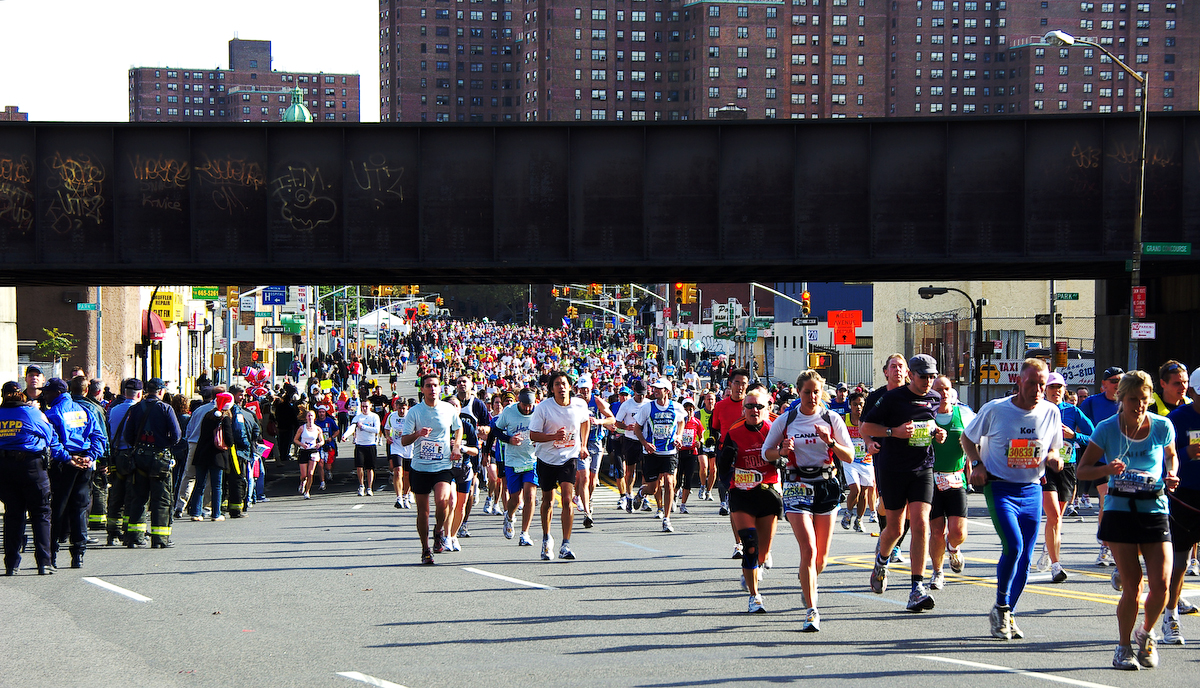
Corredors transitant pel Bronx.

La competició comença a Staten Island i travessa el Pont Verrazano Narrows, que es tanca al trànsit durant l'esdeveniment. Durant els primers minuts de la cursa el pont s'inunda de corredors, el que s'ha convertit en el símbol més representatiu de la marató.
El traçat passa per Brooklyn i tot seguit per Queens. Els corredors travessen llavors el East River a través del pont de Queensboro per arribar a l'illa de Manhattan. El trajecte pren llavors rumb nord per la Primera Avinguda i transcorre breument pel Bronx abans de retornar a Manhattan per la Cinquena Avinguda i acabar finalment a Central Park.

## Guanyadors

### Homes
| Any  | Guanyador                             | Nacionalitat                          | Registre (h:m:s)                      |
| ---- | ------------------------------------- | ------------------------------------- | ------------------------------------- |
| 2022 | Evans Chevet                          | Kenya                                 | 2:08:41                               |
| 2021 | Albert Korir                          | Kenya                                 | 2:08:22                               |
| 2020 | suspensió per la pandèmia de COVID-19 | suspensió per la pandèmia de COVID-19 | suspensió per la pandèmia de COVID-19 |
| 2019 | Geoffrey Kamworor                     | Kenya                                 | 2:08:13                               |
| 2018 | Lelisa Desisa                         | Etiòpia                               | 2:05:59                               |
| 2017 | Geoffrey Kamworor                     | Kenya                                 | 2:10:53                               |
| 2016 | Ghirmay Ghebreslassie                 | Eritrea                               | 2:07:51                               |
| 2015 | Stanley Biwott                        | Kenya                                 | 2:10:34                               |
| 2014 | Wilson Kipsang                        | Kenya                                 | 2:10:59                               |
| 2013 | Geoffrey Mutai                        | Kenya                                 | 2:08:24                               |
| 2012 | suspensió per l'huracà Sandy          | suspensió per l'huracà Sandy          | suspensió per l'huracà Sandy          |
| 2011 | Geoffrey Mutai                        | Kenya                                 | 2:05:16                               |
| 2010 | Gebre Gebremariam                     | Etiòpia                               | 2:08:14                               |
| 2009 | Meb Keflezighi                        | Estats Units                          | 2:09:15                               |
| 2008 | Marilson Gomes dos Santos             | Brasil                                | 2:08:43                               |
| 2007 | Martin Lel                            | Kenya                                 | 2:09:04                               |
| 2006 | Marilson Gomes dos Santos             | Brasil                                | 2:09:58                               |
| 2005 | Paul Tergat                           | Kenya                                 | 2:09:30                               |
| 2004 | Hendrik Ramaal                        | Sud-àfrica                            | 2:09:28                               |
| 2003 | Martin Lel                            | Kenya                                 | 2:10:30                               |
| 2002 | Rodgers Rop                           | Kenya                                 | 2:08:07                               |
| 2001 | Tesfaye Jifar                         | Etiòpia                               | 2:07:43                               |
| 2000 | Abdelkhader El Mouaziz                | Marroc                                | 2:10:09                               |
| 1999 | Joseph Chebet                         | Kenya                                 | 2:09:14                               |
| 1998 | John Kagwe                            | Kenya                                 | 2:08:45                               |
| 1997 | John Kagwe                            | Kenya                                 | 2:08:12                               |
| 1996 | Giacomo Leone                         | Itàlia                                | 2:09:54                               |
| 1995 | German Silva                          | Mèxic                                 | 2:11:00                               |
| 1994 | German Silva                          | Mèxic                                 | 2:11:21                               |
| 1993 | Andrés Espinosa                       | Mèxic                                 | 2:10:04                               |
| 1992 | Willie Mtolo                          | Sud-àfrica                            | 2:09:29                               |
| 1991 | Salvador Garcia                       | Mèxic                                 | 2:09:28                               |
| 1990 | Douglas Wakiihuri                     | Kenya                                 | 2:12:39                               |
| 1989 | Juma Ikangaa                          | Tanzània                              | 2:08:01                               |
| 1988 | Steve Jones                           | Regne Unit                            | 2:08:20                               |
| 1987 | Ibrahim Hussein                       | Kenya                                 | 2:11:01                               |
| 1986 | Gianni Poli                           | Itàlia                                | 2:11:06                               |
| 1985 | Orlando Pizzolato                     | Itàlia                                | 2:11:34                               |
| 1984 | Orlando Pizzolato                     | Itàlia                                | 2:14:53                               |
| 1983 | Rod Dixon                             | Nova Zelanda                          | 2:08:59                               |
| 1982 | Alberto Salazar                       | Estats Units                          | 2:09:29                               |
| 1981 | Alberto Salazar                       | Estats Units                          | 2:08:13                               |
| 1980 | Alberto Salazar                       | Estats Units                          | 2:09:41                               |
| 1979 | Bill Rodgers                          | Estats Units                          | 2:11:42                               |
| 1978 | Bill Rodgers                          | Estats Units                          | 2:12:12                               |
| 1977 | Bill Rodgers                          | Estats Units                          | 2:11:28                               |
| 1976 | Bill Rodgers                          | Estats Units                          | 2:10:10                               |
| 1975 | Tom Fleming                           | Estats Units                          | 2:19:27                               |
| 1974 | Norbert Sander                        | Estats Units                          | 2:26:30                               |
| 1973 | Tom Fleming                           | Estats Units                          | 2:21:54                               |
| 1972 | Sheldon Karlin                        | Estats Units                          | 2:27:52                               |
| 1971 | Norman Higgins                        | Estats Units                          | 2:22:54                               |
| 1970 | Gary Muhrcke                          | Estats Units                          | 2:31:38                               |

### Dones
| Any  | Guanyador                             | Nacionalitat                          | Registre (h:m:s)                      |
| ---- | ------------------------------------- | ------------------------------------- | ------------------------------------- |
| 2022 | Sharon Lokedi                         | Kenya                                 | 2:23:23                               |
| 2021 | Peres Jepchirchir                     | Kenya                                 | 2:22:39                               |
| 2020 | suspensió per la pandèmia de COVID-19 | suspensió per la pandèmia de COVID-19 | suspensió per la pandèmia de COVID-19 |
| 2019 |                                       |                                       |                                       |
| 2018 |                                       |                                       |                                       |
| 2017 | Shalane Flanagan                      | Estats Units                          | 2:26:53                               |
| 2016 | Mary Keitany                          | Kenya                                 | 2:24:26                               |
| 2015 | Mary Keitany                          | Kenya                                 | 2:24:25                               |
| 2014 | Mary Keitany                          | Kenya                                 | 2:25:07                               |
| 2013 | Priscah Jeptoo                        | Kenya                                 | 2:25:07                               |
| 2012 | suspensió per l'huracà Sandy          | suspensió per l'huracà Sandy          | suspensió per l'huracà Sandy          |
| 2011 | Firehiwot Dado                        | Etiòpia                               | 2:23:15                               |
| 2010 | Edna Kiplagat                         | Kenya                                 | 2:28:20                               |
| 2009 | Derartu Tulu                          | Etiòpia                               | 2:28:52                               |
| 2008 | Paula Radcliffe                       | Regne Unit                            | 2:23:56                               |
| 2007 | Paula Radcliffe                       | Regne Unit                            | 2:23:08                               |
| 2006 | Jelena Prokopcuka                     | Letònia                               | 2:25:05                               |
| 2005 | Jelena Prokopcuka                     | Letònia                               | 2:24:42                               |
| 2004 | Paula Radcliffe                       | Regne Unit                            | 2:23:10                               |
| 2003 | Margaret Okayo                        | Kenya                                 | 2:22:31                               |
| 2002 | Joyce Chepchumba                      | Kenya                                 | 2:25:56                               |
| 2001 | Margaret Okayo                        | Kenya                                 | 2:24:21                               |
| 2000 | Ludmila Petrova                       | Rússia                                | 2:25:45                               |
| 1999 | Adriana Fernandez                     | Mèxic                                 | 2:25:06                               |
| 1998 | Franca Fiacconi                       | Itàlia                                | 2:25:17                               |
| 1997 | Franziska Rochat-Moser                | Suïssa                                | 2:28:43                               |
| 1996 | Anuta Catuna                          | Romania                               | 2:28:18                               |
| 1995 | Tegla Loroupe                         | Kenya                                 | 2:28:06                               |
| 1994 | Tegla Loroupe                         | Kenya                                 | 2:27:37                               |
| 1993 | Uta Pippig                            | Alemanya                              | 2:26:24                               |
| 1992 | Lisa Ondieki                          | Austràlia                             | 2:24:40                               |
| 1991 | Liz McColgan                          | Regne Unit                            | 2:27:32                               |
| 1990 | Wanda Panfil                          | Mèxic                                 | 2:30:45                               |
| 1989 | Ingrid Kristiansen                    | Noruega                               | 2:25:30                               |
| 1988 | Grete Waitz                           | Noruega                               | 2:28:07                               |
| 1987 | Priscilla Welch                       | Regne Unit                            | 2:30:17                               |
| 1986 | Grete Waitz                           | Noruega                               | 2:28:06                               |
| 1985 | Grete Waitz                           | Noruega                               | 2:28:34                               |
| 1984 | Grete Waitz                           | Noruega                               | 2:29:30                               |
| 1983 | Grete Waitz                           | Noruega                               | 2:27:00                               |
| 1982 | Grete Waitz                           | Noruega                               | 2:27:14                               |
| 1981 | Allison Roe                           | Nova Zelanda                          | 2:25:29                               |
| 1980 | Grete Waitz                           | Noruega                               | 2:25:42                               |
| 1979 | Grete Waitz                           | Noruega                               | 2:27:33                               |
| 1978 | Grete Waitz                           | Noruega                               | 2:32:30                               |
| 1977 | Miki Gorman                           | Estats Units                          | 2:43:10                               |
| 1976 | Miki Gorman                           | Estats Units                          | 2:39:1                                |
| 1975 | Kim Merritt                           | Estats Units                          | 2:46:14                               |
| 1974 | Kathrine Switzer                      | Estats Units                          | 3:07:29                               |
| 1973 | Nina Kuscsik                          | Estats Units                          | 2:57:07                               |
| 1972 | Nina Kuscsik                          | Estats Units                          | 3:08:41                               |
| 1971 | Beth Bonner                           | Estats Units                          | 2:55:22                               |